# 1958 en Colombie-Britannique
Chronologie de la Colombie-Britannique
- 1954
- 1955
- 1956
- 1957
- 1958
- 1959
- 1960
- 1961
- 1962

Cette page concerne des événements qui se sont produits durant l'année 1958 dans la province canadienne de Colombie-Britannique.

## Politique
- Premier ministre : W.A.C. Bennett.
- Chef de l'Opposition : Robert Strachan[1] du Parti social démocratique du Canada
- Lieutenant-gouverneur : Frank Mackenzie Ross
- Législature :

## Événements
- Mise en service à Kelowna du  Kelowna Floating Bridge , pont routier de 640 mètres de longueur ultérieurement démoli et remplacé en 2008 par le William R. Bennett Bridge[2].

- Les derniers vestiges du British Columbia Electric Railway réseau de voie ferrée interurbain sont démantelés.

## Naissances
- 28 février  à Victoria (Colombie-Britannique) : Dean Crawford, rameur d'aviron canadien.

- 1 juillet à Burnaby : Diane Nelson, curleuse canadienne .